# Municipio de Harrison (condado de Wells)
El municipio de Harrison (en inglés: Harrison Township) es un municipio ubicado en el condado de Wells en el estado estadounidense de Indiana. En el año 2010 tenía una población de 8531 habitantes y una densidad poblacional de 68,25 personas por km².

## Geografía
El municipio de Harrison se encuentra ubicado en las coordenadas 40°41′42″N 85°8′49″O / 40.69500, -85.14694. Según la Oficina del Censo de los Estados Unidos, el municipio tiene una superficie total de 124.99 km², de la cual 123.88 km² corresponden a tierra firme y (0.89%) 1.11 km² es agua.

## Demografía
Según el censo de 2010, había 8531 personas residiendo en el municipio de Harrison. La densidad de población era de 68,25 hab./km². De los 8531 habitantes, el municipio de Harrison estaba compuesto por el 96.98% blancos, el 0.6% eran afroamericanos, el 0.29% eran amerindios, el 0.39% eran asiáticos, el 0.02% eran isleños del Pacífico, el 0.77% eran de otras razas y el 0.95% pertenecían a dos o más razas. Del total de la población el 2.81% eran hispanos o latinos de cualquier raza.